# 124 Dywizja Strzelecka (ZSRR)
124 Dywizja Strzelecka (ros. 124-я стрелковая дивизия) – związek taktyczny piechoty Armii Czerwionej.

## Formowania
Pierwszy raz sformowana 25 sierpnia 1939 w Ukraińskim Okręgu Wojskowym na bazie pułku ze składu 15 Dywizji Strzeleckiej. W czasie ataku wojsk III Rzeszy i jej sojuszników na Związek Radziecki brała udział w 1941 w walkach m.in. w rejonie Stojanowa. Wycofując się z Tartakowa i Porycka dwa z jej pułków utraciły składy zaopatrzenia. Rozformowana 27 grudnia 1941.
Po raz drugi sformowana w grudniu 1941 w Woroneżu. 17 listopada 1942 przeformowana na 50 Dywizję Piechoty Gwardii.
Sformowana po raz trzeci 19 kwietnia 1943 w okolicach Leningradu na bazie 56 Brygady Strzeleckiej, 102 Morskiej Brygady Strzelców, 138 Brygady Strzeleckiej i 34 Brygady Narciarzy.

## Dowódcy dywizji
- płk Filip Suszczyj (był w 1939)[2]

## Struktura organizacyjna
Trzecie formowanie
- 406 Pułk Strzelecki
- 622 Pułk Strzelecki
- 781 Pułk Strzelecki
- 46 Pułk Artylerii Lekkiej (do 21.09.1941)
- 459 Pułk Artylerii Haubic
- 512 dywizjon artylerii pancernej
- 202 dywizjon artylerii przeciwpancernej
- 97 kompania rozpoznawcza
- 225 batalion saperów
- 200 batalion łączności (710 kł)
- 144 batalion medyczno-sanitarny
- 120 kompania przeciwchemiczna
- 208 kompania transportowa
- 364 piekarnia polowa
- 30 punkt weterynaryjny
- 1980 poczta polowa
- 380 kasa polowa